# Пітуриаспіди
Пітуриаспіди  (Pituriaspida) —
вимерлий клас безщелепних хордових, що відомий з девонського періоду.
Нараз відомо лише два види (Pituriaspis doylei і Neeyambaspis enigmatica), скам'янілі рештки яких знайдені в Австралії.
Пітуриаспіди відомі лише по погано збереженим суцільним панцирям, що вкривали передню частину тіла. Про вигляд задньої частини нічого не відомо. Панцир мав довгий відросток (ростр) у передній частині та два маленьких відростки по сторонах. 
Інколи пітуриаспіди (в ранзі ряду) об'єднуються з низкою інших вимерлих груп та міногами у клас Непарноніздрьові.